# Tempio di Efesto (Agrigento)
Il tempio di Efesto, o tempio di Vulcano, era un tempio greco dell'antica città di Akragas sito nella Valle dei Templi di Agrigento.

## Storia
Il Tempio di Efesto, databile intorno al 430 a.C. è probabilmente la più giovane delle costruzioni tra quelle presenti nella Valle dei Templi di Agrigento.
Numerosi restauri sono stati eseguiti a partire dal 1928-29 quando, su iniziativa del capitano inglese Alexander Hardcastle, furono rimosse le case coloniche addossate al tempio, sino agli ultimi interventi di tipo statico e conservativo delle superfici lapidee effettuati dal Parco archeologico della Valle dei Templi. 
La tradizionale denominazione è solo convenzionale e deriva dall'interpretazione di un brano contenuto nell’opera "Collectanea rerum memorabilium" dello scrittore romano Gaio Giulio Solino in cui si racconta della presenza di un culto di Vulcano nella città di Akragas, che colloca in questa zona un Collis Vulcanius, cosiddetto forse per la presenza di sorgenti di zolfo.

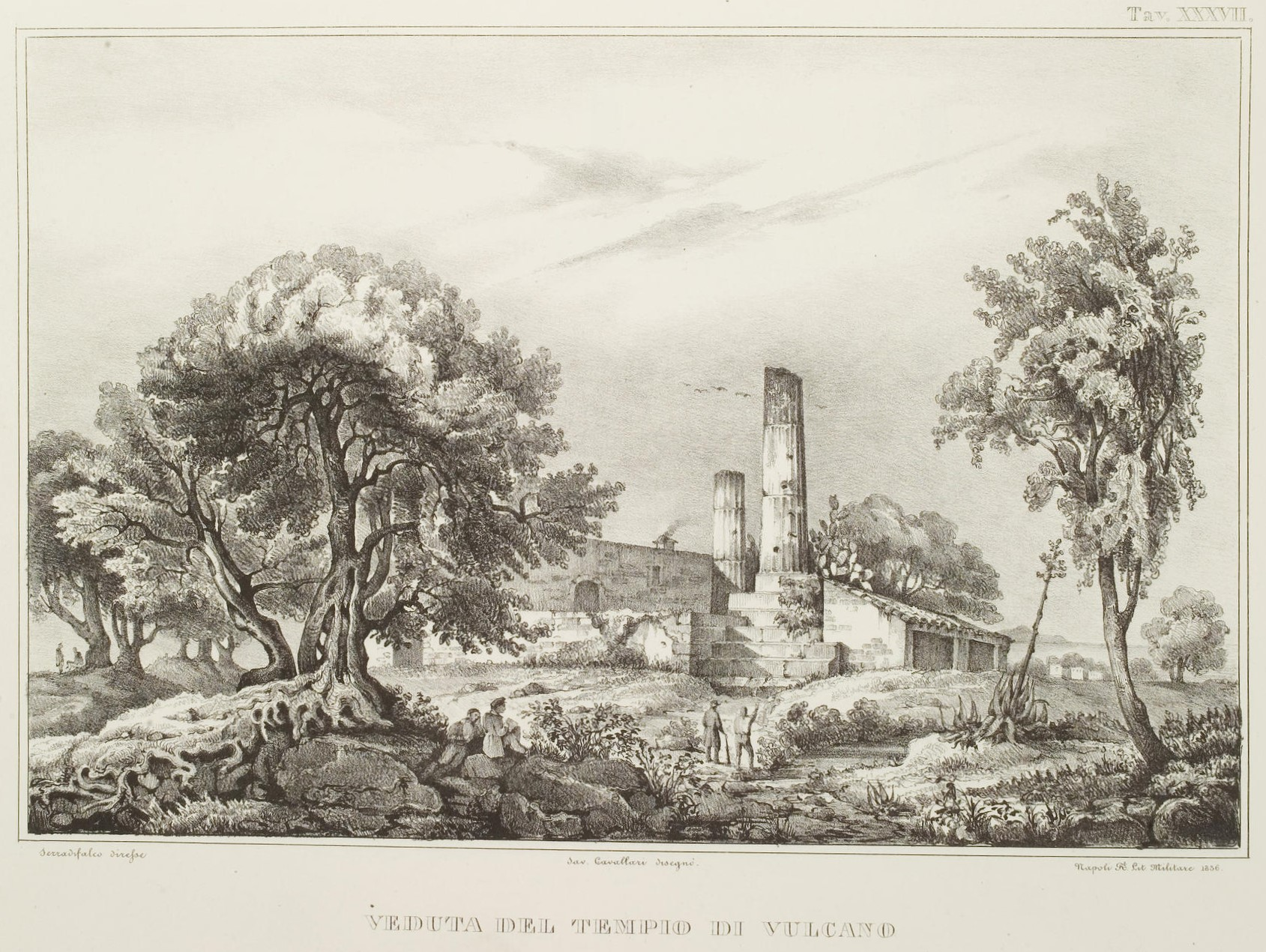
Il Tempio di Vulcano in una litografia del 1836.

## Descrizione
Il tempio, costruito in calcarenite locale, sorge su uno sperone roccioso a Ovest della Collina dei Templi. Le rovine del tempio di Vulcano si trovano in prossimità della porta V, all'estremità occidentale della Collina dei Templi. 
Dell’antica struttura oggi è possibile vedere molto poco essendo rimasti solo parte delle fondamenta con gli alti gradoni in pietra del basamento e i resti di due colonne. Il tempio è assai mal conservato essendo visibili solo poche parti dell'alzato, ma sono leggibili le fondazioni. Questi pochi elementi hanno permesso comunque agli studiosi di ricostruirne la struttura.
L'edificio, di stile dorico, risale al V secolo a.C. ed è di notevoli dimensioni (43 x 20,85 m). Si tratta di un tempio periptero esastilo, di 6 x 13 colonne poste su un krepidoma di quattro gradini, con sei colonne sui lati corti e tredici sui lati lunghi caratterizzate da scanalature con spigoli appiattiti.
All’interno lo spazio era diviso in un atrio di ingresso (pronao), una cella (o naos), dove si trovava la statua della divinità, e un vano posteriore (opistodomo), al quale potevano accedere solo i sacerdoti.
All'interno della cella sono stati rinvenuti i resti di un sacello arcaico che ha preceduto il tempio classico e che successivamente è stato inglobato nella struttura. Si trattava di un edificio prostilo con cella e pronao (13,25 x 6,50 m), databile al 560-550 a.C., di cui è stato possibile ricostruire la decorazione architettonica, con lastre a cassetta laterale e frontonale e una sima laterale con doccioni a tubo. L'edificio dorico fu sovrapposto a questo sacello mediante profondi intagli a tre gradini nella roccia.

## Nome
Efesto (in greco antico: Ἥφαιστος?, Hḕphaistos) nella mitologia greca è il dio del fuoco, delle fucine, dell'ingegneria, della scultura e della metallurgia. Figlio di Hera e marito di Afrodite, la dea della bellezza, aveva la sua fucina all’interno del vulcano Etna, dove aveva come suoi assistenti i Ciclopi.

## La ferrovia dei templi

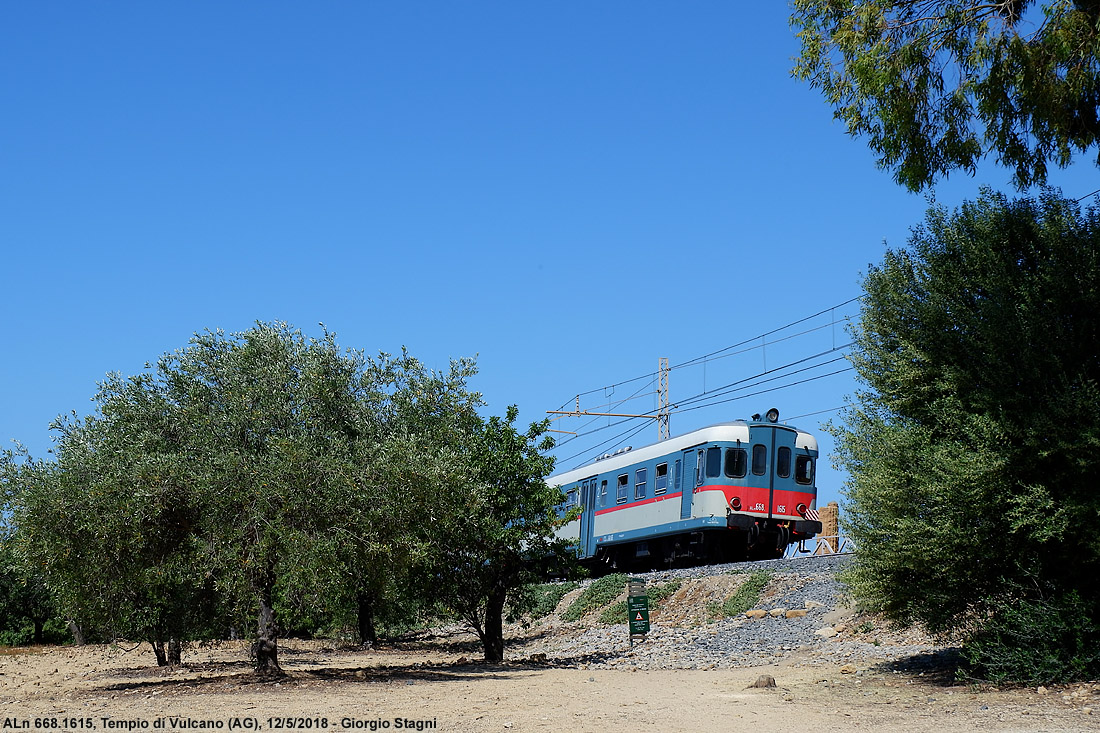
Coppia di automotrici ALn 668 ferma al Tempio di Vulcano

Il tempio di Vulcano è raggiungibile direttamente solo attraverso la ferrovia turistica dei templi con una fermata istituita ad hoc nel 2001 e dopo la quasi immediata chiusura tornata in funzione dal 2014. 
I treni della ferrovia turistica sono organizzati dall'Associazione TRENO D.O.C con Fondazione FS Italiane e Rete Ferroviaria Italiana, e dall'associazione Ferrovie Kaos.
La fermata è raggiunta dopo poco più di 5 km dalla partenza dalla stazione di Agrigento Bassa.
Per raggiungere il tempio si deve necessariamente passare, superando il binario della ferrovia, dal Giardino della Kolymbetra, la "magnifica piscina" realizzata nel corso del V secolo a.C., in cui confluiva una complessa rete di acquedotti, e che separa il tempio di Efesto dal Santuario delle divinità ctonie.